# Holyhead

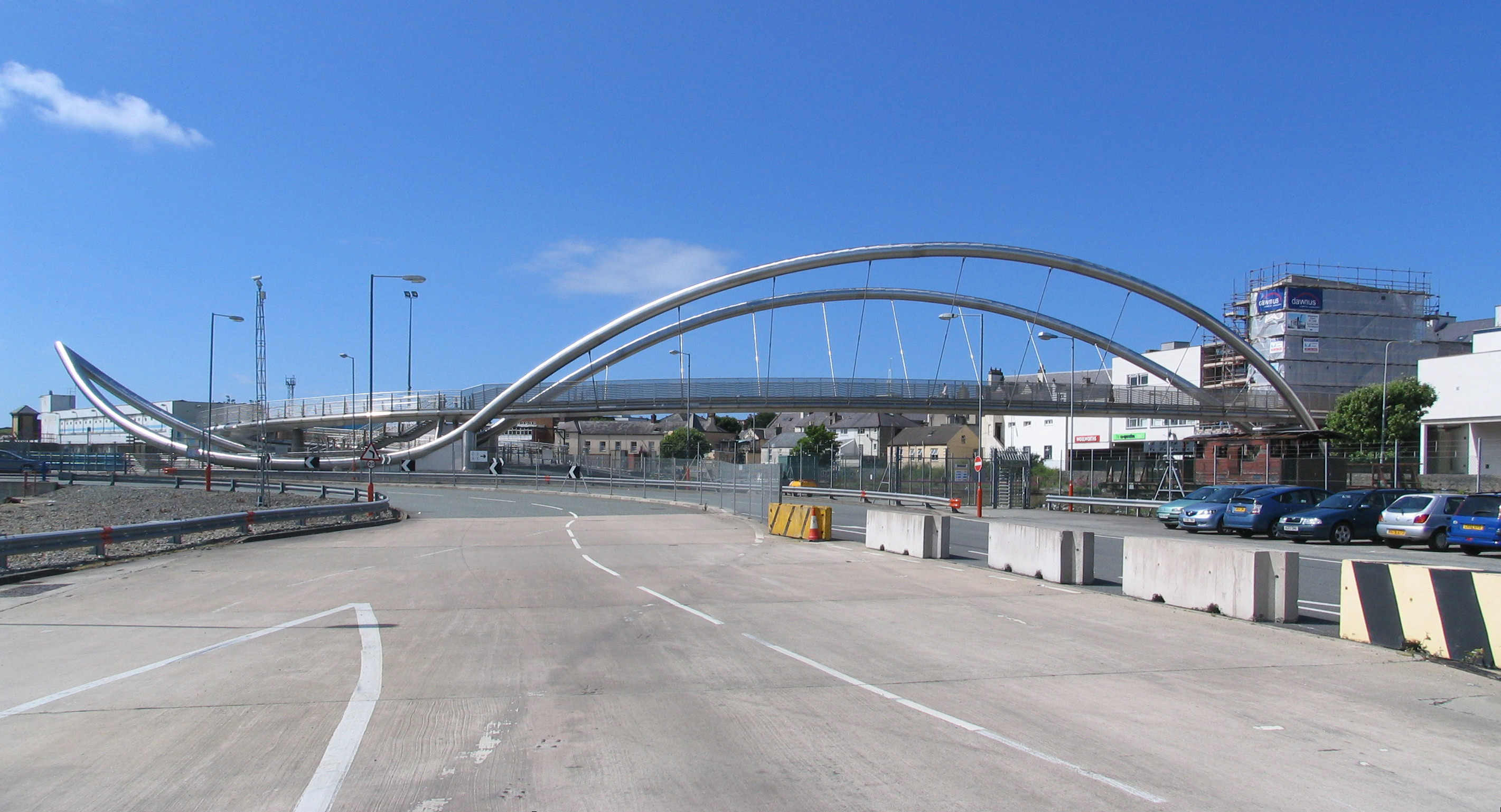
De Celtic gateway, een markante voetgangersbrug in de haven van Holyhead

Holyhead (Welsh: Caergybi) is een stad in het graafschap Ynys Môn in het noordwesten van Wales. Holyhead ligt op het eiland Holy Island en is via de Four Mile Bridge en het Stanley Embankment verbonden met het eiland Anglesey. In 2001 had de plaats 11.237 inwoners, hiervan sprak 47% het Welsh en van de jongeren onder de 15 jaar was dat 66%. 
De stad is vooral bekend als eindstation, Station Holyhead, van de spoorwegverbinding van Londen - Chester alsook eindpunt van de A55/E22, en als vertrekplaats van de veren naar het Ierse Dublin met Stena Line en Irish Ferries. De veerbootverbindingen naar de haven van Dún Laoghaire zijn gestopt en verplaatst naar de haven van Dublin.
De belangrijkste economische activiteit in de stad was een aluminiumfabriek. Op 30 september 2009 werd de productie gestaakt en 400 medewerkers verloren hun baan. De belangrijkste reden voor de sluiting van de fabriek was de beëindiging van de elektriciteitsproductie door de Wylfa kerncentrale. De haven is nog altijd een grote werkgever, waarbij de meeste banen zijn gerelateerd aan veerdiensten naar Ierland.
In het Nederlands betekent de naam van de stad letterlijk 'Heilig hoofd'. Iets meer precies vertaald kan het 'Heilig punt' of 'Heilige stad' genoemd worden.

## Bekende mensen uit Holyhead
- Dawn French (1957), komiek
- David Crystal - linguïst
- Ronald Stuart Thomas - dichter